# Бреша (округ)
Округ Бреша (итал. Provincia di Brescia) је округ у оквиру покрајине Ломбардије у северној Италији. Седиште округа покрајине и највеће градско насеље је истоимени град Бреша.
Површина округа је 4.783 км², а број становника 1.228.784 (2008. године).

## Природне одлике
Округ Бреша се налази у северном делу државе, без излаза на море. Јужна половина округа је равничарског карактера, у области Падске низије. Северни део чине нише планине предалпског појаса, тзв. Бергамски Алпи. Најважнија река у округу је Ољо, која тече западним ободом округа. На западу округа налази се језеро Изео, а на истоку Гарда.

## Становништво
По последњим проценама из 2008. године у округу Бреша живи више више од 1,2 милиона становника. Густина насељености је изузетно велика, близу 250 ст/км². Посебно је густо насељено подручје око града Бреше.
Поред претежног италијанског становништва у округу живе и велики број досељеника из свих делова света.

## Општине и насеља
У округу Бреша постоји 206 општина (итал. Comuni).
Најважније градско насеље и седиште округа је град Бреша (190.000 становника), који са предграђима окупља више од половине окружног становништва. Други по велиини град је Дезенцано дел Гарда (27.000 ст.) на истоку округа.

## Галерија
- Цртежи долине Валкамоника
- Град Бреша, средиште округа